# Подосёнов
Подосенов — русская фамилия, которая зафиксирована в XV—XVIII веках в Москве, Вологде, Смоленске, Кашине, Старице и северо-восточных районах страны.

## Этимология
Предположительно происхождение фамилии Подосёнов связано с нехристианским личным именем Подосен, которым называли детей, родившихся «под осень», то есть в конце августа или начале сентября. В связи с этим в архангельских говорах существует обозначение предосеннего сезона — подосёнок. Однако существует и другая версия происхождения этой фамилии, которая выводит её этимологию с профессией родителей носителя, которая была связана с предосенним промыслом рыбы — подосёнком.